# Over the Garden Wall (1910)
Over the Garden Wall ist ein US-amerikanischer Kurz-Stummfilm von Vitagraph aus dem Jahr 1910.

## Handlung
Eine junge, aber arme Frau wird von ihrer Freundin zu einem Tanzabend eingeladen. In ihrem schlichten Kleid fühlt sie sich unsicher und fehl am Platz und hält sich am Abend abseits der Tanzfläche. Sie fällt einem jungen Offizier auf, der sie anspricht und mit ihr flirtet. Beide beginnen ein Verhältnis, doch wird der Offizier überraschend per Telegramm für zwei Jahre auf die Philippinen berufen. Er muss umgehend aufbrechen und lässt die junge Frau allein zurück.
Zehn Jahre später lebt die junge Frau verwitwet und allein mit einem neunjährigen Sohn in einem kleinen Haus; sie arbeitet als Näherin. In das Haus nebenan zieht von ihr unerkannt der junge Offizier von damals ein. Er hat eine achtjährige Tochter, ist ebenfalls verwitwet, jedoch wohlhabend. Während ihr Sohn wild und unbändig ist, ist seine Tochter verwöhnt und infolgedessen so zart besaitet, dass sie als krank gilt und in medizinischer Behandlung ist. Beide Kinder lernen sich über die Gartenhecke kennen. Was zunächst als Feindschaft beginnt, wird durch das Betreiben der Frau zu einer Freundschaft, so wirft der Junge anstelle eines Stocks eine Blume über die Hecke ins Nachbargrundstück. Der Arzt des Mädchens rät dem Vater, diese Freundschaft zu erlauben, da sie dem Mädchen guttue. Erst als das Mädchen über die Hecke auf das Nachbargrundstück fällt, sehen sich der Mann und die Frau persönlich und erkennen einander wieder. Sie verlieben und verloben sich – sehr zur Freude ihrer Kinder.

## Produktion
Das romantische Drama wurde von Vitagraph produziert und hatte eine Länge von 973 Fuß. Die Premiere erfolgte am 10. Juni 1910. Werbeanzeigen für den Film lobten ihn als „Film, der überall Freude bereitet, wo er gezeigt wurde“ („A picture that pleased wherever shown.“). und eine „schöne Geschichte, erzählt, wie nur diese Filmgesellschaft sie erzählen kann. Ein Film, der von allen Zuschauern hochgeschätzt werden wird.“ The Film Index bewarb Over the Garden Wall als eine „liebevoll erzählte Doppelliebesgeschichte. Bezaubernd in ihrer menschlichen Faszination.“ („A Double Love Tale sweetly told. Charming in its human interest.“).
Over the Garden Wall ist der erste Film, in dem Mabel Normand nachweislich eine Nebenrolle innehatte. Sie spielte ein Mädchen, das ihren reichen Liebhaber testet, indem sie sich als Hausmädchen verkleidet. Ihr Name und Foto waren zudem Teil von Vitagraphs Life-Portrayal-Werbeanzeigen im Juni 1910. Der Status des Films – erhalten oder verschollen – ist unklar. Nach Recherchen des Mabel-Normand-Forschers William Thomas Sherman ist keine Kopie in öffentlichen Institutionen und bei privaten Sammlern bekannt.

## Kritik
Die Moving Picture World nannte Over the Garden Wall eine „hübsche Liebesgeschichte“ („pretty love story“): „Die Geschichte ist vielleicht nicht großartig, aber sie ist unterhaltsam und das Ende ist so süß, wie es sich der leidenschaftlichste Verehrer von Liebesgeschichten nur wünschen kann.“ („The story is not great, perhaps, but it is pleasant and the ending is as sweet as the most ardent admirer of love stories could desire.“). Der Film werde Herz und Leben der Zuschauer mit zarten Erinnerungen an ihre Tage junger Liebe erfreuen („it will gladden your hearts and lives with tender recollections of your sweetheart days“), urteilte The Daily Republican. Der New York Dramatic Mirror lobte den Film als „delightful little love story“, die „mit einer Zartheit und Einfachheit präsentiert [wird], die die besten Eigenschaften der Geschichte hervorhebt“ („it is presented with a delicacy and simplicity that brings out the best qualities of the tale“).